# 대한민국 민법 제455조
대한민국 민법 제455조는 승낙여부의 최고에 대한 민법 채권법 조문이다.

## 조문
제455조(승낙여부의 최고) ① 전조의 경우에 제삼자나 채무자는 상당한 기간을 정하여 승낙여부의 확답을 채권자에게 최고할 수 있다.
②채권자가 그 기간내에 확답을 발송하지 아니한 때에는 거절한 것으로 본다.

第455條(承諾與否의 催告) ① 前條의 境遇에 第三者나 債務者는 相當한 期間을 定하여 承諾與否의 確答을 債權者에게 催告할 수 있다.
②債權者가 그 期間內에 確答을 發送하지 아니한 때에는 拒絶한 것으로 본다.

## 참고 문헌
- 오현수, 일본민법, 진원사, 2014. ISBN 9788963463452
- 오세경, 대법전, 법전출판사, 2014 ISBN 9788926210277
- 이준현 , LOGOS 민법 조문판례집, 미래가치, 2015. ISBN 9791155020869